# 埠村街道
埠村街道，是中华人民共和国山東省济南市章丘区下辖的一个乡镇级行政单位。

## 行政区划
埠村街道下辖以下地区：
埠东村、埠西村、月宫村、杨家巷村、大冶村、夏庄村、彭家庄村、翟家庄村、沙湾村、长青村、南凤村、北凤村、东鹅村、西鹅村、徘徊村、太平村和刘台村。

## 人口
2010年中国第六次人口普查时，埠村街道共有人口33376人。共有家庭10107户，平均每户2.90人。14岁以下的少年儿童共4470人，占总人口13.39%；15-64岁人口共25690人，占总人口76.97%；65岁及以上的老年人共3216人，占总人口的9.635%。男性共计16724人，占总人口50.10%；女性共计16652，占总人口49.89%。本地居住的人口中，拥有本地户籍的人口为26936人，占80.70%。